# Claudia Zinke
Claudia Zinke (* 19. Juni 1963 in West-Berlin) ist eine deutsche politische Beamtin (SPD). Sie war von 2023 bis 2024 Staatssekretärin im Ministerium für Bildung, Jugend und Sport des Landes Brandenburg und davor von 2009 bis 2011 Staatssekretärin in der Berliner Senatsverwaltung für Bildung, Wissenschaft und Forschung.

## Leben

### Ausbildung
Nach dem in Berlin abgelegten Abitur im Jahr 1981 trat Zinke in den öffentlichen Dienst des Landes Berlin ein und studierte von 1982 bis 1985 an der Fachhochschule für Verwaltung und Rechtspflege Berlin. Von 1996 bis 1999 folgte ein berufsbegleitendes Studium an der Verwaltungsakademie Berlin und die Laufbahnanerkennung für den höheren allgemeinen Verwaltungsdienst.

### Laufbahn und Wirken
Nach zwei Berufsjahren als Regierungsinspektorin zur Anstellung war Zinke ab 1987 in der Senatsverwaltung für Finanzen tätig. Im Jahr 1992 wechselte sie in die Senatsverwaltung für Inneres, 1996 als Leitungsreferentin verschiedener Staatssekretäre und Senatoren in die Senatsverwaltung für Wissenschaft, Forschung und Kultur. Von 2002 bis 2005 war Zinke Büroleiterin von Finanzsenator Thilo Sarrazin. Im Anschluss zeichnete sie in der Haushaltsabteilung der Finanzverwaltung als Leiterin im Spiegelreferat für die Einzelpläne Wissenschaft, Forschung und Kultur (2005–2006) bzw. Bildung, Wissenschaft und Forschung (2006–2009) verantwortlich.
Ab dem 5. Januar 2009 war sie als Nachfolgerin von Eckart Schlemm Staatssekretärin für Bildung, Jugend und Familie in der von Jürgen Zöllner (SPD) geführten Senatsverwaltung für Bildung, Wissenschaft und Forschung (Senat Wowereit III). Im Dezember 2011 wurde sie in den einstweiligen Ruhestand mit vollen Bezügen versetzt. Nachfolger wurde Mark Rackles, der zuvor das Europareferat in der Berliner Senatskanzlei geleitet hatte. Später war sie von 2015 bis 2023 Leiterin der Zentralabteilung der Berliner Senatsverwaltung für Wissenschaft, Gesundheit und Pflege (früher Senatsverwaltung für Arbeit, Integration und Frauen; Gesundheit, Pflege und Gleichstellung; Wissenschaft, Gesundheit, Pflege und Gleichstellung).
Als Nachfolgerin von Steffen Freiberg, der zum Minister avancierte, wurde Zinke mit Wirkung vom 15. August 2023 zur Staatssekretärin im Ministerium für Bildung, Jugend und Sport des Landes Brandenburg ernannt. Mit der Bildung des Kabinetts Woidke IV am 11. Dezember 2024 schied sie aus dem Amt der Staatssekretärin aus.
Ehrenamtlich war Zinke bis zum Jahr 2008 als Vorsitzende der Sportjugend Berlin aktiv.
Zinke ist Mitglied der SPD.